# Wapen van Scherpenzeel

Het wapen.

Het wapen van Scherpenzeel toont het heerlijkheidswapen van de voormalige heerlijkheid Scherpenzeel, tegenwoordig in gebruik als gemeentewapen voor de gemeente Scherpenzeel, bestaande uit zes zilveren lelies op een blauw veld. De beschrijving luidt:
"In azuur 6 zilveren lelien, geplaatst 3,2 en 1. Het schild gedekt met een gouden kroon van drie bladeren en twee paarlen."

## Geschiedenis
Elynus van Scherpenzeel, schepen van Woudenberg (1402), zegelde al met het wapen. Dat wapen bezat een helmteken van een zilveren lelie uit een blauwe vlucht. Ene Tyman van Scherpenzeel schijnt uit een vermelding van 1343 de eerste heer van Scherpenzeel te zijn. Zijn nazaten blijven aan de heerlijkheid verbonden tot aan aan het einde van de 18e eeuw, het wapen blijft desondanks als heerlijkheidswapen bestaan. Op 20 juli 1816 werd Scherpenzeel bevestigd met het wapen door de Hoge Raad van Adel, deze bevestiging kwam te vervallen op 2 oktober 1816. Bij Koninklijk Besluit werd het wapen op 3 juli 1950 echter definitief bevestigd.
Ook Rumpt voert het wapen van Scherpenzeel, echter zonder een kroon. Het huis te Rumpt was sinds 1550 een bezit van ene Thomas van Scherpenzeel wiens nageslacht tot halverwege de 18e eeuw aan het huis en het dorp Rumpt verbonden is geweest.

## Afbeeldingen

heerlijkheidswapen
gemeentewapen van 1816